# مقاطعة ماديسون (لويزيانا)
مقاطعة ماديسون (بالإنجليزية: Madison Parish, Louisiana)‏ هي إحدى مقاطعات ولاية لويزيانا في الولايات المتحدة. تأسست سنة 1838، وتبلغ مساحتها 1685 كم2، بلغ عدد سكانها 12093 نسمة في عام 2010 حسب إحصاء مكتب تعداد الولايات المتحدة .

## وصلات خارجية
- United States Counties